# Walincourt-Selvigny
Walincourt-Selvigny és un municipi francès, situat a la regió dels Alts de França, al departament del Nord. L'any 2006 tenia 2.049 habitants. Limita al nord-oest amb Esnes, al nord amb Haucourt-en-Cambrésis, al nord-est amb Ligny-en-Cambrésis, a l'est amb Caullery, al sud-oest amb Crèvecœur-sur-l'Escaut i Malincourt, al sud amb Dehéries i al sud-est amb Clary i Élincourt.

## Demografia
| 1962                                       | 1968  | 1975  | 1982  | 1990  | 1999  | 2006  | 2007  |
| ------------------------------------------ | ----- | ----- | ----- | ----- | ----- | ----- | ----- |
| 2.181                                      | 2.377 | 2.340 | 2.233 | 2.168 | 2.105 | 2.044 | 2.049 |
| Des de 1962: població sense dobles comptes |       |       |       |       |       |       |       |

## Administració
| Període   | Identitat          | Partit        |
| --------- | ------------------ | ------------- |
| 1973-1977 | Simone Galiègue    | Divers gauche |
| 1977-1983 | Gaston Bricout     | Divers gauche |
| 1983-1995 | Daniel Fievet      | PS            |
| 1995-2001 | Jean-Louis Plateau | PS            |
| 2001-2008 | Gérard Marécaille  |               |
| 2008-     | Daniel Fievet      |               |